# 더 캄보디아 데일리
더 캄보디아 데일리는 2017년 훈 센이 이끌던 정부와의 세금 분쟁으로 인해 캄보디아에서 발행을 중단한 동명의 신문에서 발전한 미국 기반의 영어 및 크메르어 뉴스 사이트이다.
더 캄보디아 데일리는 1993년부터 2017년까지 캄보디아 프놈펜에서 운영되었던 영어 일간 신문으로, 캄보디아의 기록 신문으로 간주되었다.
2017년 폐쇄는 630만 달러의 세금 청구에 대한 캄보디아 정부와의 분쟁 때문이었으며, 신문은 이를 정치적 동기라고 주장했다. 신문은 일간 인쇄판 발행을 중단했지만, 온라인에서는 여전히 존재한다.
2017년, 캄보디아 정부는 ISP에 캄보디아 내에서 더 캄보디아 데일리의 웹사이트를 차단하라고 명령했다.

## 역사
더 캄보디아 데일리는 미국 언론인이자 자선사업가인 베르나르 크리셔가 1993년에 창간했다. 첫 호에 실린 기사에 따르면 크리셔가 이 신문을 창간한 목적은 두 가지였다. 즉, 독립적인 기록 신문을 만들고 캄보디아 언론인을 훈련시키는 것이었다. 신문의 좌우명은 "두려움이나 편애 없이 모든 소식을"이었다.
크리셔는 바턴 빅스(Barton Biggs)와 로빈 맥도웰(Robin McDowell)이라는 젊고 비교적 경험이 없는 두 명의 언론인을 신문의 첫 편집자로 고용했다. 첫 호는 1993년 8월 20일에 발행되었고, 마지막 인쇄판은 2017년 9월 4일에 발행되었다. 2017년 10월에는 온라인 전용 뉴스 사이트로 재출범했다. 발행을 시작할 당시 더 캄보디아 데일리는 캄보디아에서 유일한 영어 일간 신문이었다. 1992년부터 인쇄되고 있던 프놈펜 포스트는 2008년 초에 일간 발행을 시작하기 전까지는 격주로만 인쇄되었다. 제임스 칸터는 1995년부터 1997년까지 편집장을 역임했다.

## 내용
더 캄보디아 데일리의 인쇄판은 2017년까지 프놈펜에서 A4 크기 형식으로 발행되었으며, 주 6일(월요일~토요일) 배달되다가 주 5일로 인쇄 횟수를 줄였다. 이 신문은 캄보디아 및 외국인 기자들이 매일 작성한 4~10페이지의 지역 뉴스를 실었다. 지역 및 국제 뉴스 섹션은 주요 뉴스 매체 및 통신사(예: 로이터, 워싱턴 포스트, 뉴욕 타임스, 아사히, 교도 통신사)에서 기증하고 구매한 원고로 구성되었다. 주말판에는 지역 및 국제 특집 기사가 포함된 풀 컬러 주말 매거진 삽입본이 함께 제공되었다. 크메르어 일간 섹션에는 주요 영어 섹션에서 번역된 기사가 실렸고, 월요일 신문에는 영어 학습자를 위한 뉴스 퀴즈가 포함된 특별 삽입본인 "English Weekly"가 포함되었다.

### 주목할 만한 이야기
더 캄보디아 데일리는 지역 뉴스를 다루고 불법 벌목에 대한 탐사 보도를 포함했으며, 토지 강탈 및 강제 퇴거를 포함한 부패 및 인권 유린을 보도했다.

#### 수상 경력에 빛나는 보도
2017년, 이 신문의 기자 아운 페아프(Aun Pheap)와 좀보르 페터(Zsombor Peter)는 캄보디아 군대가 불법 벌목 거래에 연루된 사실을 폭로한 기사 "Still Taking a Cut"로 아시아 언론인 협회(SOPA)로부터 탐사 보도 부문 우수상을 수상했다. 2016년에는 기자들이 "Moving Dirt: A lucrative dirt trade is leaving holes in communities"라는 기사로 SOPA 특집 기사 부문 우수상을 수상했다.

#### 소말리 맘 조사
더 캄보디아 데일리는 유명한 인신매매 반대 운동가이자 전 소말리 맘 재단 회장인 소말리 맘에 대해 수년간의 조사를 이끌었다. 이 조사는 그녀의 자서전 "잃어버린 순수함의 길(The Road of Lost Innocence)"에 있는 불일치에 대한 것이었다. 이 자서전은 캄보디아에서 성노예로 살았던 그녀의 배경을 자세히 설명하며 국제적인 베스트셀러가 되었다. 이 신문은 2012년 초부터 그녀의 공개 발언과 책에 언급된 주장에서의 불일치에 대해 보도하기 시작했으며, 2013년 10월에는 기자들이 조작된 것으로 밝혀낸 맘의 책에 있는 인신매매 주장에 대한 조사 결과를 발표했다. 더 캄보디아 데일리의 전 편집자 사이먼 마크스(Simon Marks)가 2014년 5월 뉴스위크에 발표한 폭로 기사는 이러한 위조 의혹에 국제적인 관심을 집중시켰고, 기사가 발행된 지 며칠 만에 맘은 그녀의 재단에서 사임했다.
뉴욕 타임스는 2012년과 2013년에 소말리 맘의 어린 시절 이야기가 거짓임을 처음 지적한 공로를 더 캄보디아 데일리에 돌렸다.

## 인쇄본 폐쇄

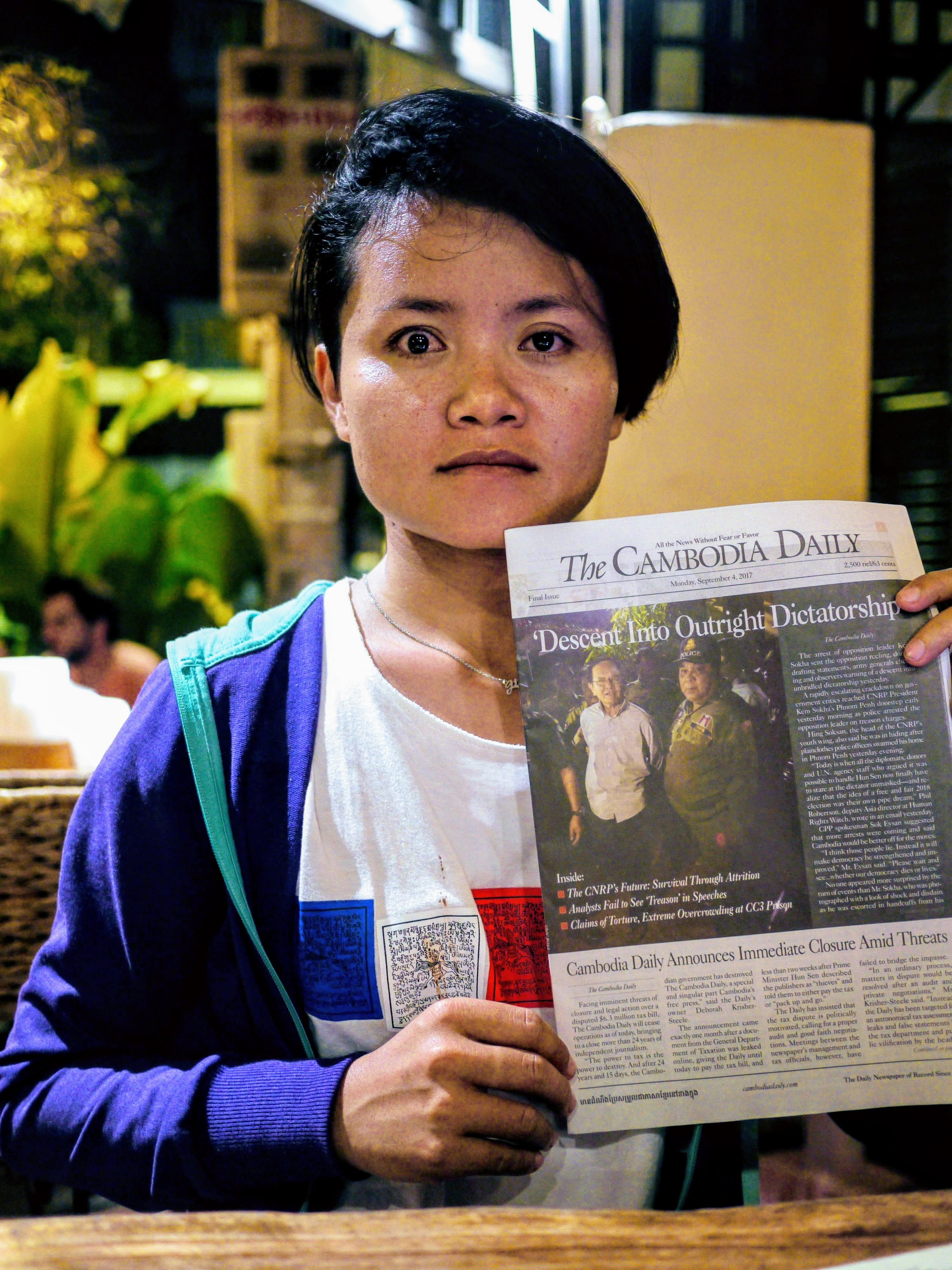
2017년 9월 신문의 마지막 호를 들고 있는 전 데일리 기자의 사진

더 캄보디아 데일리는 2017년 9월 4일에 마지막 호를 발행하며 즉시 폐쇄를 발표했다. 소유주에 따르면, 폐쇄는 630만 달러의 임의적인 세금 청구에 대한 캄보디아 정부와의 분쟁 때문이었으며, 신문은 이를 부당하다고 주장했다. 신문은 비영리 단체에서 영리 단체로 전환되었기 때문에 왕실 정부는 1993년까지 세금이 미납되었다고 밝혔다. 캄보디아 조세국은 정치적 동기라는 비난을 부인했으며, 세금 청구가 국가 예산 지원을 목표로 한다고 언급했다. 캄보디아 정부는 2013년에 정부의 세수 징수 능력을 높이고 캄보디아의 상당한 비공식 경제를 더 잘 규제하기 위해 세금 개혁 이니셔티브를 시작했다.
신문의 마지막 첫 페이지에는 캄보디아 국민구조당 총재 켐 소카의 체포에 대한 주요 기사 위에 "노골적인 독재로의 하강"이라는 헤드라인이 실렸으며, UN 인권사무소에 따르면 캄보디아의 "악화되는" 정치적 분위기 속에서 발행되었다.
언론계와 캄보디아 시민 사회는 소셜 미디어 운동 #SaveTheDaily를 통해 신문에 대한 지지를 표명했으며, 폐쇄는 뉴욕 타임스, 가디언, 워싱턴 포스트, 알자지라를 포함한 국제적인 보도를 받았다.
신문 폐쇄 후 6주 이내에, 폐쇄된 신문을 캄보디아 외부에서 온라인 전용 뉴스 서비스로 재출범하려는 시도를 알리는 뉴스 요약이 웹사이트에 나타났다. 2018년 2월 4일, 프놈펜 포스트는 캄보디아 통신부 장관 카이 쿤헹(Khay Khunheng)이 모든 캄보디아 ISP에 "더 캄보디아 데일리의 웹페이지를 차단하고... 이 웹페이지와 IP 주소가 캄보디아 왕국에서 더 이상 작동하지 않도록 보장하라"고 명령했다고 보도했다. 이 서한은 또한 더 캄보디아 데일리의 페이스북 및 트위터 계정 접근을 차단할 것을 요청했다.

## 재출범
2017년 10월, 캄보디아에서 신문 사업을 종료한 후, 더 캄보디아 데일리는 본사를 워싱턴 D.C.로 옮기고 디지털 전용 뉴스 서비스로 재출범했다. 이 언론 매체는 웹사이트, 페이스북, 유튜브, 텔레그램, 스포티파이, 구글 팟캐스트, 애플 팟캐스트, 인스타그램, X (이전 트위터) 등 다양한 멀티미디어 채널을 통해 도달 범위를 확장했다. 콘텐츠의 90%는 크메르어, 10%는 영어로 제공된다. 2023년 기준으로 더 캄보디아 데일리는 캄보디아 전역에서 꾸준히 거의 200만 명의 시청자와 청취자에게 도달하고 있다.

## 수석 특파원에 대한 위협
2023년 6월, 더 캄보디아 데일리의 수석 특파원 사다 타잉(Sarada Taing)은 그의 언론 활동으로 인해 위협에 직면했다. 워싱턴 D.C.에 거주하는 타잉은 캄보디아 정부 친화적인 인물 펭 반낙(Pheng Vannak)을 포함한 위협의 대상이 되었다. 이러한 위협은 타잉이 캄보디아 정부 부패와 인권 문제에 대해 보도한 이후 심화되었다.

## 주목할 만한 직원
- 몰리 볼
- 토머스 벨러
- 로버트 빙엄 (작가)
- 베르나르 크리셔
- 켈리 맥이버스
- 그레이엄 우드 (언론인)

## 같이 보기
- 캄보디아의 언론